# Christian Ahlmann
Christian Ahlmann (* 17. Dezember 1974 in Marl) ist ein deutscher Springreiter.

## Privates
Ahlmann lebt in Marl und ist gelernter Pferdewirt.
Seit 2008 ist er mit der Springreiterin Judy-Ann Melchior liiert. Am 27. Juli 2012, zwei Wochen vor dem errechneten Geburtstermin und damit „rechtzeitig“ vor den Olympischen Spielen in London wurde ihr Sohn in Datteln geboren. Sieben Jahre später wurde eine gemeinsame Tochter geboren.

## Sportliche Karriere

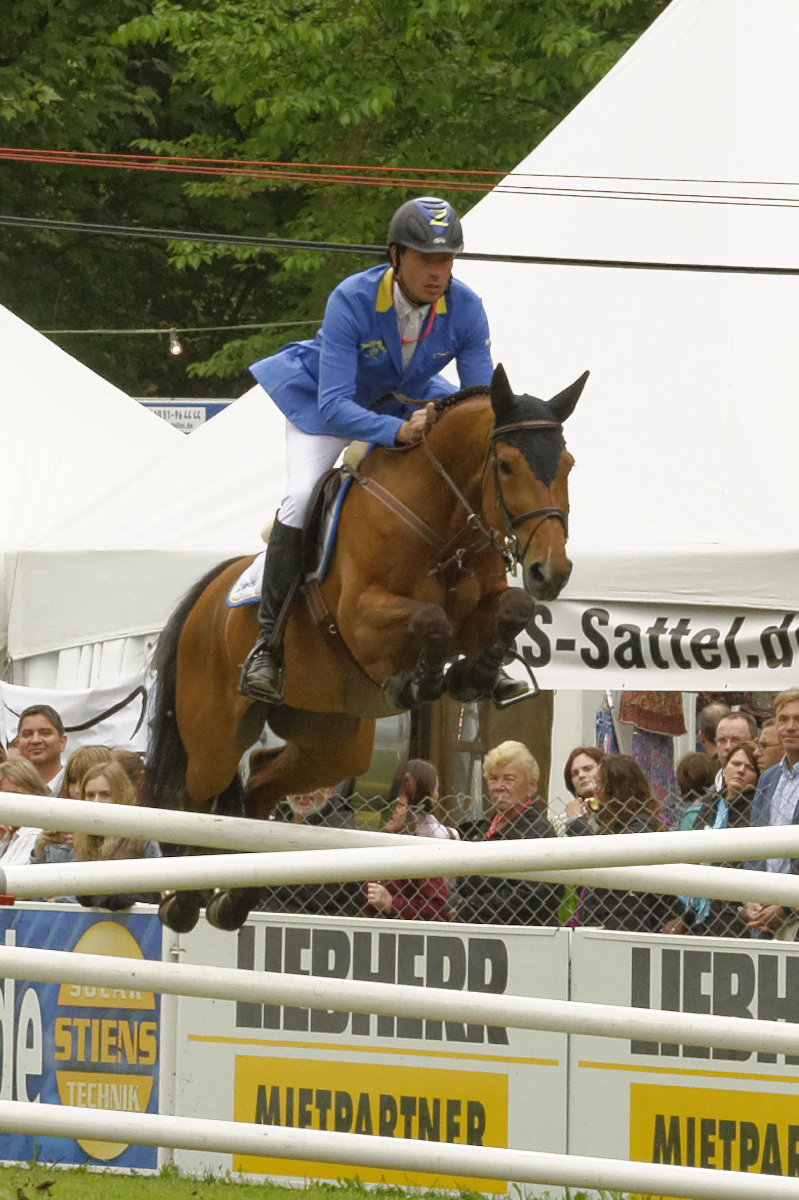
Christian Ahlmann mit Lorena, PfingstTurnier Wiesbaden 2013

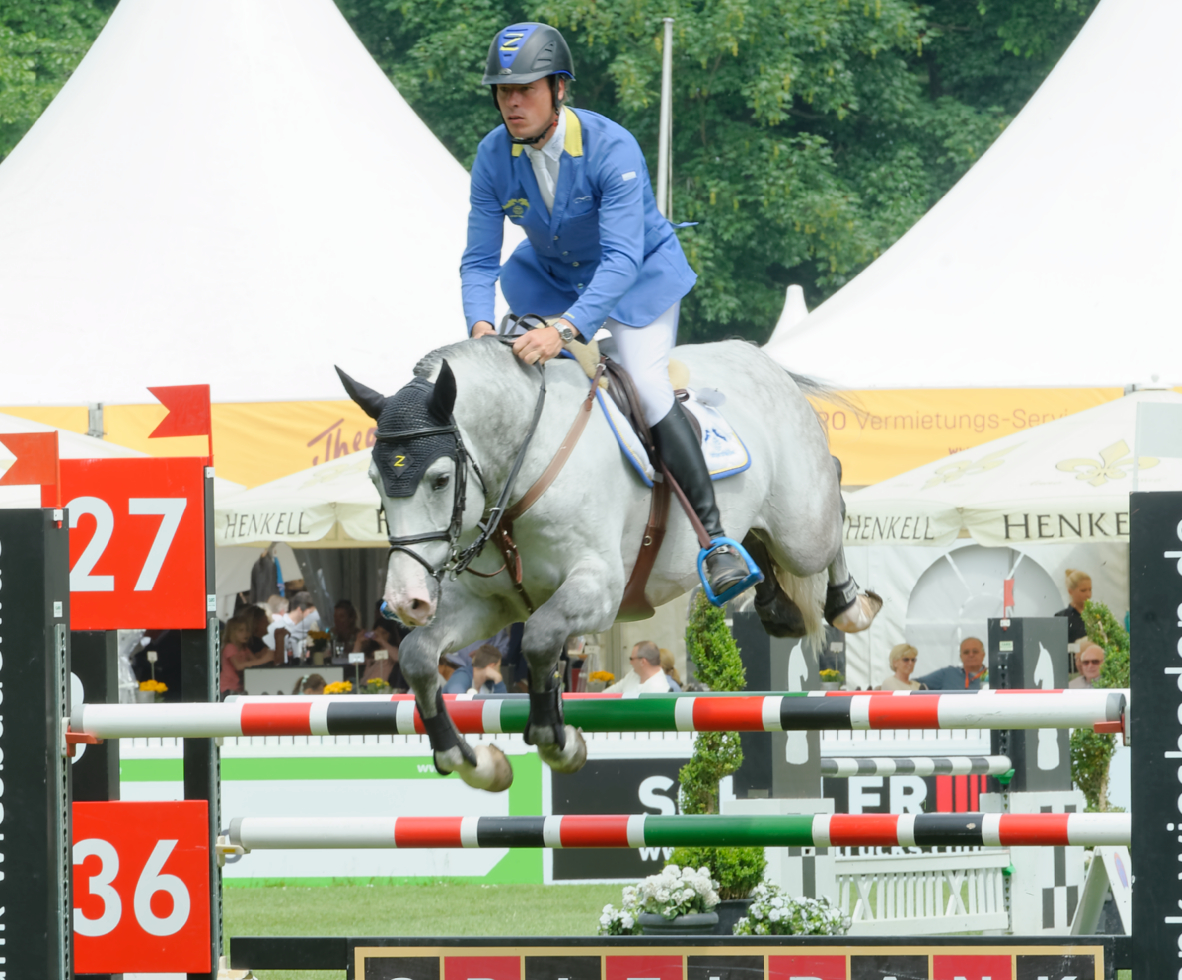
Christian Ahlmann mit Caribis Z in Wiesbaden (2015)

Ahlmann erhielt bereits mit 14 Jahren das goldene Reitabzeichen für seine Erfolge im Springreiten verliehen. Treibende Kraft dahinter war sein Vater, der im Trabrennsport sehr engagiert ist. Neben dem Reitsport ist Ahlmann noch im Fußball aktiv.
Seine Ausbildung dazu machte er bei Paul Schockemöhle. Nach zahlreichen Erfolgen in Juniorwettbewerben ritt er unter Ludger Beerbaum für das „Audi-Quattro-Team“, welches bis zu seiner Auflösung im Jahr 2004 noch in der Riders Tour startete. Bis zur letztmaligen Austragung der Mannschaftswertung der Riders Tour 2006 ritt er für das „Sprehe-Feinkost-Team“.
Von den Olympischen Reiterspielen 2008 in Hongkong wurde Ahlmann am 21. August 2008 wegen Dopingverdachts suspendiert, nachdem bei seinem Wallach Cöster bei einer Medikationskontrolle Capsaicin nachgewiesen worden war. Die anschließend geöffnete und untersuchte B-Probe bestätigte den positiven Befund.
Da zum Zeitpunkt der Olympischen Reiterspiele 2008 Capsaicin je nach Anwendungsbereich als unerlaubte Medikation oder als Doping (an den Beinen, hier als schmerzverursachende Substanz) eingestuft war, musste geklärt werden, um welchen Tatbestand es sich im Fall Ahlmann handelte. Nachdem er zunächst (identisch zu den sachverhaltsgleichen Fällen bei Olympischen Reiterspielen 2008) von der FEI wegen unerlaubter Medikation zu einer Strafe von vier Monaten verurteilt worden war, legte die Deutsche Reiterliche Vereinigung (FN) Widerspruch beim Internationalen Sportgerichtshof (CAS) ein. Dieser sah im Fall Ahlmann/Cöster den Doping-Tatbestand als erfüllt und sperrte ihn für acht Monate. Hiergegen reichte Ahlmann im Juli 2009 Klage beim Schweizer Bundesgericht ein, da er bedingt durch das Urteil des CAS von der Teilnahme an den nächsten Olympischen Spielen ausgeschlossen wäre. Dieses hat das Verfahren nicht zur Verhandlung zugelassen. Ahlmann wurde zudem bis 31. Juli 2010 für zwei Jahre aus allen deutschen Springreiter-Kadern ausgeschlossen.
Nach Ablauf dieser Sperre wurde er wieder in den B-Kader aufgenommen, Anfang 2011 folgte aufgrund einer Vielzahl von Erfolgen die Aufnahme in den Championatskader (A-Kader). Er unterzeichnete jedoch zunächst, anders als von der FN gefordert, die Athletenvereinbarung bezüglich Antidoping- und Medikationsregeln nicht, sondern ließ diese anwaltlich überprüfen. Ende März 2011 unterschrieb Ahlmann die Athletenvereinbarung, wodurch nun wieder die Möglichkeit besteht, dass er für Nationenpreismannschaften nominiert wird.
Seinen größten Erfolg nach der Sperre feierte Ahlmann beim Weltcupfinale 2011, als er mit Taloubet Z Weltcupsieger wurde. Im FN-Jahrbuch wird Taloubet Z mit einer Jahresgewinnsumme von 537.654 € als das mit Abstand gewinnreichste Springpferd eines deutschen Reiters im Jahr 2011 geführt.
Bei den Olympischen Spielen 2012 blieb die deutsche Mannschaft deutlich hinter den Erwartungen zurück. Auch in der Einzelkonkurrenz lief es für Christian Ahlmann nicht gut, mit einem Ergebnis von 15 Strafpunkten schied er mit Codex One bereits nach der Qualifikationsprüfung aus der Einzelwertung aus. Besser verliefen die Europameisterschaften 2013, wo er mit Codex One Teil der deutschen Equipe war, die die Mannschafts-Silbermedaille gewann.
Im Sommer 2014 gewann Christian Ahlmann mit Codex One der Großen Preis von Aachen. Bei den Weltreiterspielen 2014 verpasste Deutschland knapp die Bronzemedaille, Ahlmann lag mit Codex One in der Einzelwertung auf dem zehnten Rang der Zwischenwertung nach dem Nationenpreis. Da er für sich keine Chance mehr sah, das Finale der besten Vier zu erreichen, verzichtete er auf die weitere Teilnahme am Championat (die Goldmedaille errang Jeroen Dubbeldam, der nach dem Nationenpreis nur auf dem 13. Platz der Einzelwertung gelegen hatte). Ahlmanns Fokus lag zu diesem Zeitpunkt auf dem Start beim Großen Preis des Spruce Meadows Masters, wo er mit dem zweiten Sieg nach Aachen große Chancen auf den Sieg im hochdotierten Grand Slam gehabt hätte. Dies gelang ihm jedoch nicht.
Die Europameisterschaften 2015 in Aachen liefen für Christian Ahlmann erfolgreich, mit Taloubet Z war er Gewinn am Mannschaft-Silbermedaille beteiligt und gehörte in Einzelwertung zu den besten zehn Teilnehmern. Mit der Hallensaison 2015/2016 begann für Christian Ahlmann eine Erfolgsphase: Er gewann drei Weltcupspringen der Westeuropaliga und setzte diese Siegesserie auch in der grünen Saison 2016 fort. Mit Taloubet Z kam er bei den Olympischen Sommerspielen 2016 auf den neunten Rang der Einzelwertung, zudem gewann er mit der Mannschaft die Bronzemedaille.
Für den Gewinn der Bronzemedaille erhielt er am 1. November 2016 das Silberne Lorbeerblatt.
Wenige Wochen später war er mit Taloubet Z Teil der siegreichen deutschen Mannschaft beim Nationenpreisfinale in Barcelona. In den Jahren 2017 und 2018 verzichtete Ahlmann (wie auch Daniel Deußer) erneut auf die Unterzeichnung der geforderten Athletenvereinbarung, da diese per Schiedsvereinbarung den Gang vor ordentliche Gerichte ausschließt. Damit gehörte er keinem Kader an und konnte für Nationenpreise und Championate nicht nominiert werden. Sportlich erfolgreich verlief das Jahr 2017 für Ahlmann in der Global Champions Tour, in der Saison-Gesamtwertung kam er auf den vierten Rang. Im Jahr 2018 gewann Ahlmann die Riders Tour-Gesamtwertung.
Höchst ereignisreich verlief die erste Juliwoche 2019: Am 1. Juli wurde seine Tochter geboren und er wurde nach über zwei Jahren wieder in den Championatskader aufgenommen. Zum Ende der Woche gewann er beim Turnier Paris Eiffel Jumping die beiden höchstdotierten Prüfungen. Nach seinem Nationenpreis-Comeback beim CHIO Aachen wurde Ahlmann für die Europameisterschaften 2019 nominiert. Dort war er an der Mannschafts-Silbermedaille beteiligt, in der Einzelwertung zog er zur Schonung seines Hengstes Clintrexo Z vor dem Einzelfinale zurück.
Für das Jahr 2021 befand sich Ahlmann mit dem Hengst Dominator Z im deutschen Bundeskader. Doch bereits Mitte Juni stieg Ahlmann aus dem Sichtungsprozess für die Olympischen Spiele in Tokio aus, da sich Dominator Z eine Gelenkentzündung zugezogen hatte.
Von Dezember 2012 bis August 2013 sowie von August bis Dezember 2016 war er Weltranglistenerster. Im Dezember 2020 befand er sich auf Rang 13 der Weltrangliste der Springreiter.

## Wichtige Erfolge
Zu den bedeutendsten Erfolgen von Ahlmann gehören drei Bronze-Medaillen, die er mit der deutschen Mannschaft während der Olympischen Spiele 2004 und 2016 und den Weltmeisterschaften 2006 gewann. 

Eine Auswahl weiterer Erfolge von Ahlmann findet sich im Folgenden:
- Olympische Spiele:

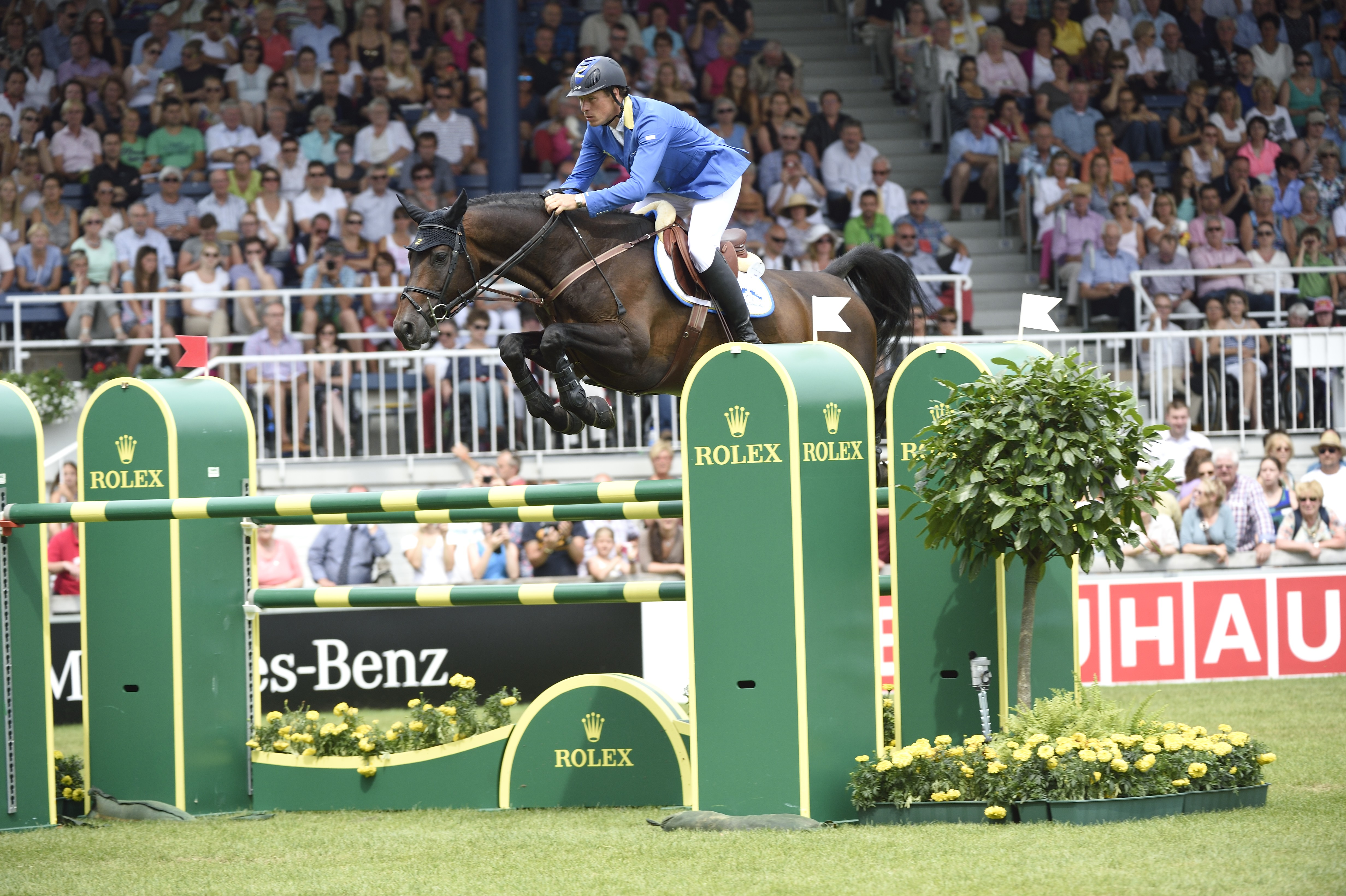
Christian Ahlmann mit Codex One, Sieger im Großen Preis von Aachen 2014

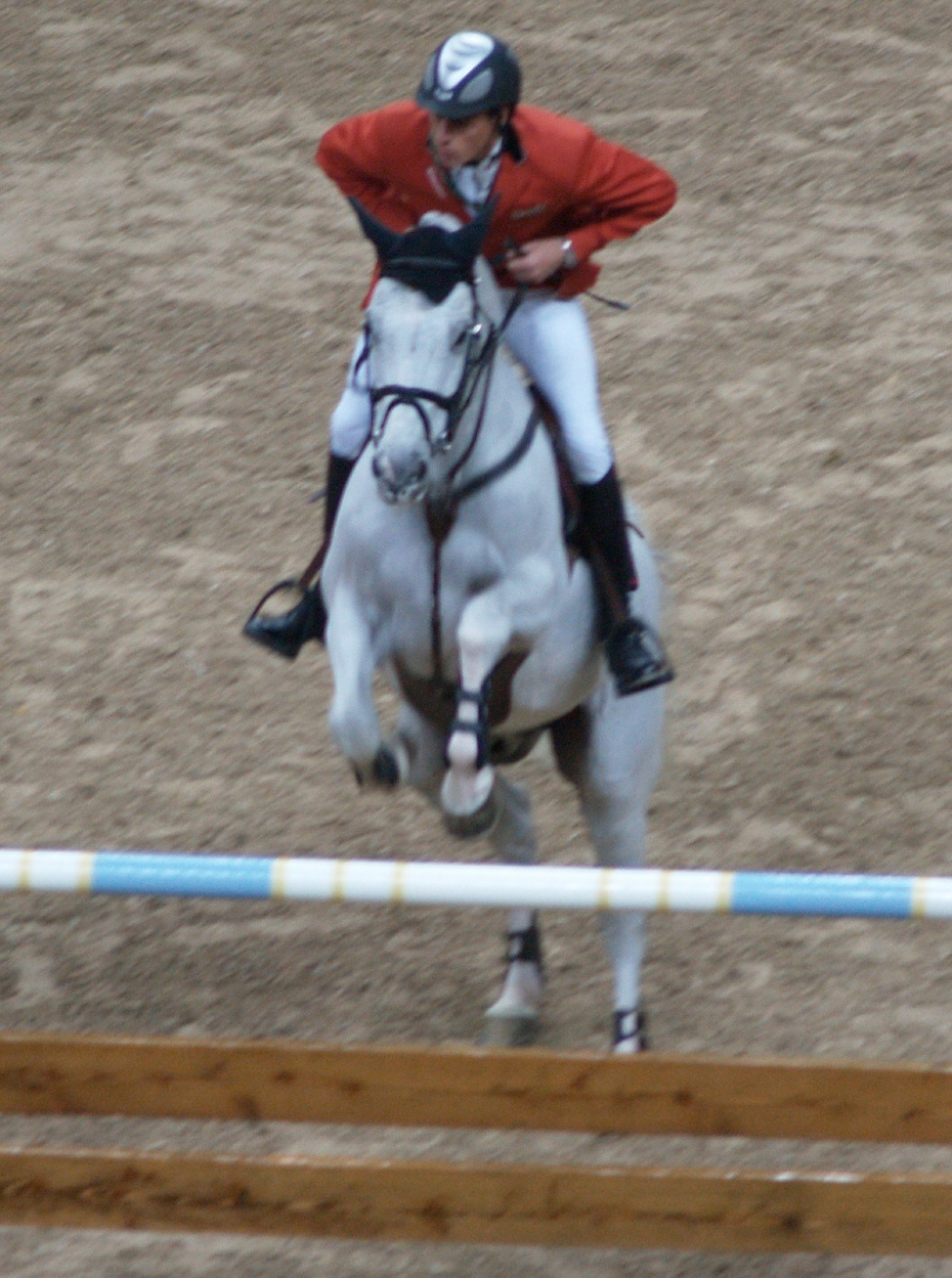
Christian Ahlmann mit Cöster beim Weltcupfinale 2007 in Las Vegas

  - 2004 in Athen: mit Cöster Bronze mit der Mannschaft und 45. Platz im Einzel
  - 2008 in Hongkong: Teilnahme mit Cöster (Disqualifikation)
  - 2012 in London: mit Codex One 10. Platz mit der Mannschaft und 64. Platz im Einzel
  - 2016 in Rio de Janeiro: mit Taloubet Z Bronze mit der Mannschaft und 9. Platz im Einzel

- Weltmeisterschaften:
  - 2006 in Aachen: mit Cöster Bronze mit der Mannschaft und 37. Platz im Einzel
  - 2014 in Caen: mit Codex One 4. Platz mit der Mannschaft und 30. Platz im Einzel

- Europameisterschaften:
  - 2003 in Donaueschingen: mit Cöster Gold mit der Mannschaft, Gold im Einzel
  - 2005 in San Patrignano: mit Cöster Gold mit der Mannschaft, 4. Platz im Einzel
  - 2007 in Mannheim: mit Cöster Silber mit der Mannschaft
  - 2013 in Herning: mit Codex One Silber mit der Mannschaft, 12. Platz im Einzel
  - 2015 in Aachen: mit Taloubet Z Silber mit der Mannschaft, 7. Platz im Einzel
  - 2019 in Rotterdam: mit Clintrexo Z Silber mit der Mannschaft, 27. Platz im Einzel

- Deutsche Meisterschaften:
  - 2002 in Gera: Bronze mit Cöster
  - 2007 in Gera: Silber mit Lorenzo
  - 2010 in Münster: Silber mit Lorenzo
  - 2014 in Balve: 5. Platz mit Cornado II

- Weltcupfinale:
  - 2003 in Las Vegas: 13. Platz mit Cöster
  - 2007 in Las Vegas: 6. Platz mit Cöster
  - 2011 in Leipzig: 1. Platz mit Taloubet Z
  - 2012 in ’s-Hertogenbosch: 34. Platz mit Taloubet Z
  - 2013 in Göteborg: 32. Platz mit Taloubet Z
  - 2014 in Lyon: 14. Platz mit Aragon Z
  - 2016 in Göteborg: 6. Platz mit Colorit und Taloubet Z
  - 2019 in Göteborg: 14. Platz mit Clintrexo Z

- Riders Tour:
  - Riders of the year – Gesamtsieger der Saison 2018

## Pferde

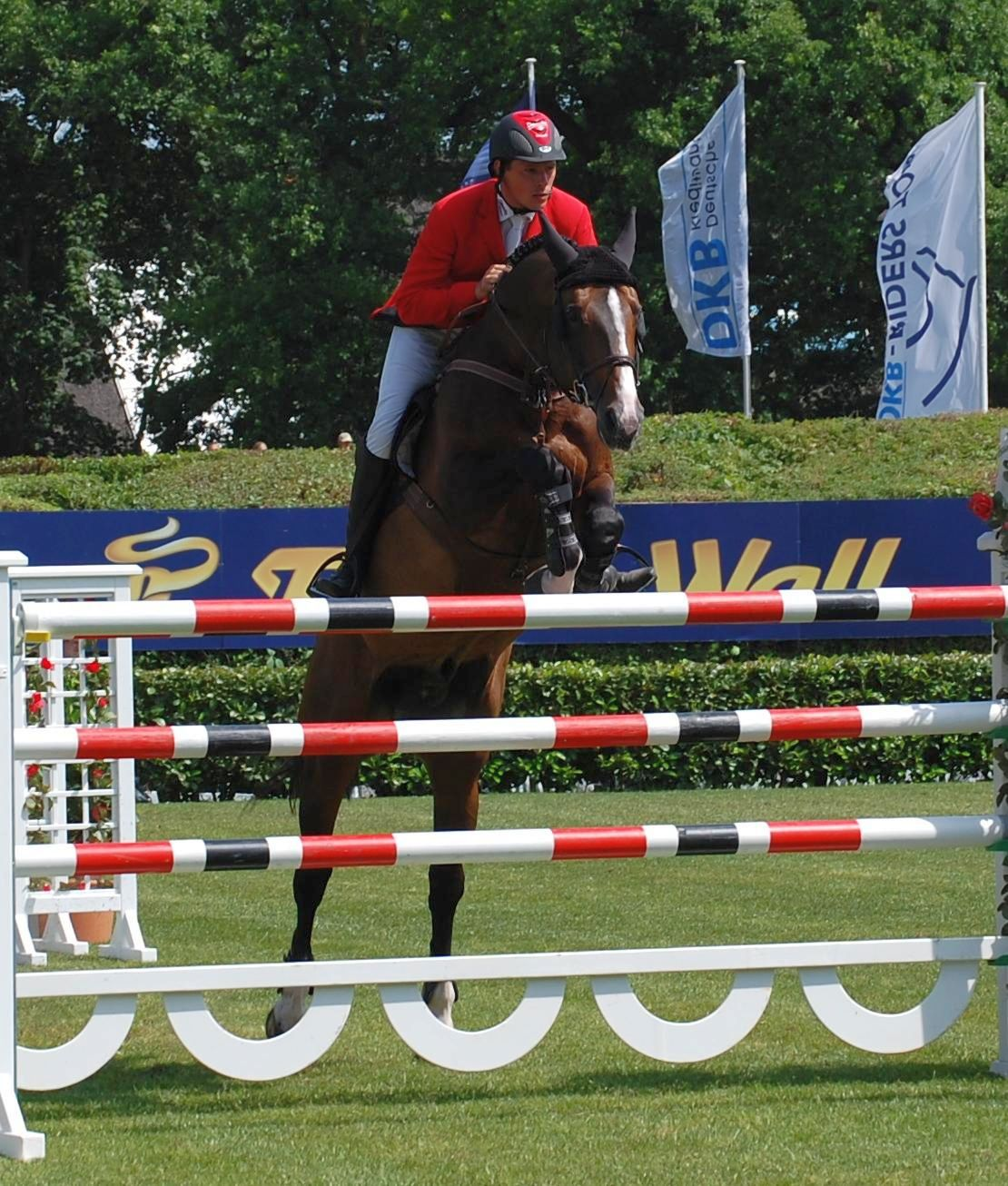
Christian Ahlmann mit Taloubet Z, CSI 5* Hamburg 2011

### Aktuelle Pferde
- Caribis Z (* 2007), Zangersheider Schimmelhengst, Vater: Caritano, Muttervater: Canabis Z[24]
- Clintrexo Z (* 2009), Zangersheider Schimmelhengst, Vater: Clintissimo 197 FIN, Muttervater: Rex Z[25]
- Dominator 2000 Z (* 2009), Zangersheider Rapphengst, Vater: Diamant de Semilly, Muttervater: Cassini I[26]
- Solid Gold Z (* 2011), Zangersheider Rapphengst, Vater: Stakkato Gold, Muttervater: Calvin[27]
- Cindy R (* 2012), Oldenburger Springpferd Fuchsstute, Vater: Clarimo Ask, Muttervater: Quidam de Revel
- Diabolo van Bets Z (* 2016), brauner Zangersheider Wallach, Vater: Dominator 2000 Z, Muttervater: Cassini II
- Ansingh de Lis Z (* 2017), brauner Zangersheider Hengst, Vater: Aganix du Seigneur, Muttervater: Kannan
- Dacantos'Boy Z (* 2017), Westfale brauner Hengst, Vater: Dacantos, Muttervater: Balous Bellini
- Allroad 2000 Z (* 2017), Zangersheider Schimmelhengst, Vater: Aganix du Seigneur, Muttervater: Cassini I
- Otterongo Alpha Z (* 2014), Zangersheider Fuchshengst, Vater: Darco, Muttervater: Hedjaz
- D'Aganix 2000 Z (* 2014), brauner Zangersheider Hengst, Vater: Dominator 2000 Z, Muttervater: Aganix du Seigneur
- Dourkhan Hero Z (* 2015), brauner Zangersheider Hengst, Vater: Don't Touch Tiji Hero, Muttervater: Zandor Z

### Ehemalige Pferde
- Calvados Z (* 2001; † 2010), Zangersheider Schimmelhengst, Vater: Chellano Z, Muttervater: Carthago Z[28]
- Codex One (* 2002), brauner Hannoveraner Hengst, Vater: Contendro I, Muttervater: Glückspilz; bis 2010 von Karl Brocks geritten, zuletzt 2017 im internationalen Sport eingesetzt[29]
- Colorit (* 2003), Württemberger Schimmelhengst, Vater: Coriano, Muttervater: Capitol; bis Ende 2011 von Franz-Josef Dahlmann geritten, anschließend bis Mai 2015 von David Will geritten, zuletzt 2018 im internationalen Sport eingesetzt[30]
- Cöster (* 1993; † 2016), Holsteiner Schimmelwallach, Vater: Calato, Muttervater: Constant[31]
- Epleaser van´t Heike (* 2004), BWP-Fuchshengst, Vater: For Pleasure, Mutter: Valentina van´t Heike, zuletzt 2019 im internationalen Sport eingesetzt[32]
- Firth of Clyde (* 1995), brauner Hannoveraner Wallach, Vater: For Pleasure, Muttervater: Caletto I, zuletzt 2011 im internationalen Sport eingesetzt[33]
- Dolocia (* 2008), braune KWPN-Stute, Vater: Untouchable, Muttervater: Furore, ab 2018 von Angelique Rüsen geritten[34]
- Lorena (* 2002), Westfale braune Stute, Vater: Larenco, Muttervater: Romeo; zuletzt 2014 im internationalen Sport eingesetzt[35]
- Lorenzo (* 1997), Westfale brauner Wallach, Vater: Lord Caletto, Muttervater: Pilot, zuletzt 2013 im internationalen Sport eingesetzt[36]
- Perry Lee (* 1997) brauner Rheinländer Wallach, Vater: Pythagoras Z, Muttervater: Bariton, zuletzt 2010 im internationalen Sport eingesetzt[37]
- Take A Chance On Me Z (* 2009), brauner Zangersheider Hengst, Vater: Taloubet Z, Muttervater: Aldatus Z; ab Juli 2021 von Suss Kuyten geritten[38][39]
- Taloubet Z (* 2000), brauner KWPN-Hengst, Vater: Galoubet, Muttervater: Polydor; im Januar 2018 aus dem Sport verabschiedet[40]
- Tokyo (* 2007), Selle Français-Dunkelfuchs-Wallach, Vater: Kannan, Muttervater: Galoubet A; zuletzt 2018 im internationalen Sport eingesetzt[41]
- Aragon Z (* 2001), Brandenburger Schimmelwallach, Vater: Askari, Muttervater: Kolibri, zuletzt 2020 von Jay Halim geritten
- Cornado II (* 2005), Westfale Schimmelhengst, Vater: Cornet Obolensky, Muttervater: Acobat I, zuletzt 2019 im internationalen Sport eingesetzt
- Epleaser van het Heike (* 2004), BWP-Fuchshengst, Vater: For Pleasure, Muttervater: Nabab de Rêve, zuletzt 2019 im internationalen Sport eingesetzt

Mehrere Erfolgspferde Ahlmanns befinden sich im Besitz von Marion Jauß. Der Kontakt zu Marion Jauß, die selbst als Trabrennfahrerin und Traberzüchterin bekannt wurde, wurde durch den Traberzüchter und Vater von Christian Ahlmann, Georg Ahlmann, hergestellt. Mit dem Kauf des Holsteiner Wallachs Cöster im Dezember 2001 begann Jauß, die ebenso wie ihre Schwester Madeleine Winter-Schulze zu den bekanntesten Förderern des deutschen Reitsports zählt, die Unterstützung Christian Ahlmanns, die bis heute anhält. Daneben reitet Christian Ahlmann viele Pferde, die dem Gestüt Zangersheide gehören.

## Weblinks

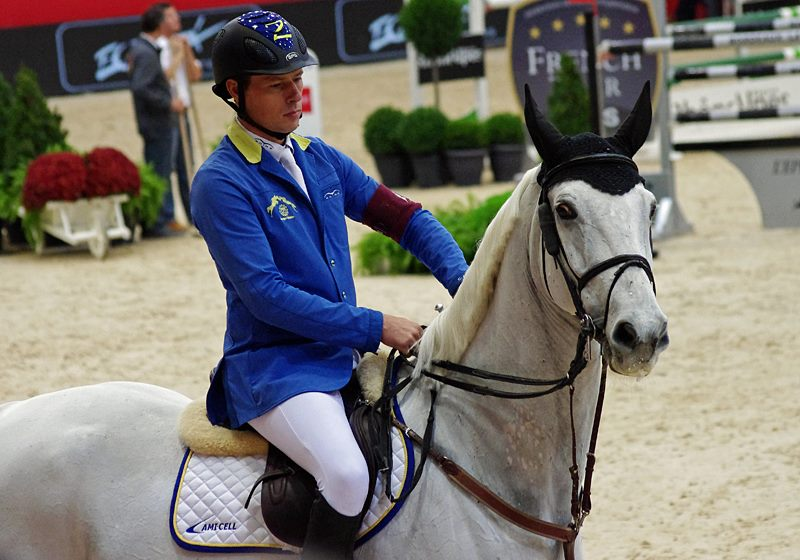
Christian Ahlmann mit Aragon, CSI 5*-W Equita'Lyon 2012